# Gronoceras armipygatum
Gronoceras armipygatum is een vliesvleugelig insect uit de familie Megachilidae. De wetenschappelijke naam van de soort werd als Megachile armipygata in 1911 gepubliceerd door Strand.